# Pasilly
Pasilly es una localidad y comuna francesa situada en la región de Borgoña, departamento de Yonne, en el distrito de Avallon y cantón de Noyers.

## Demografía
| 144 | 118 | 145 | 127 | 121 | 130 | 109 | 104 | 107 | 103 | 94 | 93 | 93 | 79 | 84 | 80 | 73 | 67 | 66 | 55 | 53 | 52 | 66 | 66 | 64 | 70 | 64 | 51 | 46 | 39 | 39 | 51 | 52 |
| Para los censos de 1962 a 1999 la población legal corresponde a la población sin duplicidades (Fuente: INSEE [Consultar]) |     |     |     |     |     |     |     |     |     |    |    |    |    |    |    |    |    |    |    |    |    |    |    |    |    |    |    |    |    |    |    |    |